# 懿州 (辽朝)
懿州，宁昌军，节度使。辽朝和金朝设置的州，在今辽宁省境。
太平三年（1023年），燕国长公主（可能是辽圣宗第三女耶律槊古，亦可能是辽圣宗长女耶律燕哥）以媵臣户设置的头下军州，初曰庆懿军，更曰广顺军，隶上京道。治所在宁昌县（本平阳县）（今辽宁省阜新蒙古族自治县东北塔子营村北），属黄龙府。辖区约今辽宁省阜新蒙古族自治县地。清宁七年（1061年），皇后蕭觀音进入，改今名。统两县：宁昌县、顺安县。
金朝，移治顺安（今辽宁阜新蒙古族自治县东北塔子营村），辖境扩大。先隶咸平府，泰和（1201年—1208年）末属广寧府。户四万二千三百五十一。管辖两县，大定六年（1166年）罢川州，以宜民县、同昌县来属。承安二年（1197年），再次以两县隶川州。泰和四年（1204年），罢川州，以宜民县隶兴中府，同昌县隶义州。
元朝屬於遼陽路，張三丰就是懿州人，明朝初年废懿州。